# Alfons von Braganza

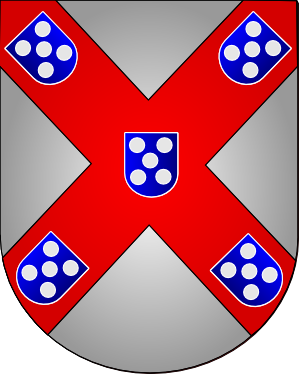
Das Wappen des Herzogs von Braganza

Alfons von Braganza (* 1377; † 1461) war der uneheliche Sohn Johanns I. aus der Beziehung mit Inês Pires.
Er war wegen seiner Abkunft als Bastard von der Thronfolge ausgeschlossen (sein ehelicher Halbbruder Eduard I. folgte dem Vater auf den Thron), aber er war bei Hof und König hoch angesehen.
1401 heiratete er Beatriz Pereira de Alvim, Erbin des Kriegshelden Nuno Álvares Pereira, über deren großes Vermögen er verfügen konnte. Peter von Portugal machte ihn 1442 zum Herzog von Braganza.
Diese ursprünglich uneheliche Seitenlinie wurde in den nachfolgenden Generationen immer wieder mit dem Hause Avis verheiratet und folgte ihm nach dessen Aussterben 1640 auf den Thron. 
Aus Alfons Ehe stammt die Tochter Isabella, die ihren Onkel Johann, einen jüngeren ehelichen Sohn Johann I.'s heiratete und Großmutter von Isabella von Kastilien wurde.
| Personendaten    | Personendaten                                                    |
| ---------------- | ---------------------------------------------------------------- |
| NAME             | Alfons von Braganza                                              |
| KURZBESCHREIBUNG | portugiesischer Herzog; unehelicher Sohn Johanns I. von Portugal |
| GEBURTSDATUM     | 1377                                                             |
| STERBEDATUM      | 1461                                                             |